# Amber Agar
Amber Agar (* 1976 in Hampstead, London) ist eine britische Schauspielerin.
Agar lebte in Nordafrika, bis sie fünf Jahre alt war. Sie besuchte die internationale Schule in Tansania. In London ging sie auf die „Francis Holland Schule“, die nur für Mädchen war und besuchte anschließend die University of Cambridge.
Nach dem Abschluss der Universität studierte sie an der Royal Academy of Dramatic Art und sammelte Erfahrungen am Royal National Theatre, bevor sie zum Film kam.

## Filmografie (Auswahl)
- 2002: Feedback
- 2004, 2016: Doctors (Fernsehserie, 2 Folgen)
- 2004: Green Wing (Fernsehserie, 1 Folge)
- 2004: EastEnders (Fernsehserie, 2 Folgen)
- 2005: Totally Frank
- 2005: Broken News
- 2006: Song of Songs
- 2006: Murder City
- 2006: The Bill (Fernsehserie, 1 Folge)
- 2007: Holby City (Fernsehserie)
- 2008: A Touch of Frost
- 2009: Law & Order: UK (Fernsehserie, 1 Folge)
- 2010–2018: Casualty (Fernsehserie, 3 Folgen)
- 2011: Lewis – Der Oxford Krimi (Lewis; Fernsehserie, 1 Folge)
- 2011: Waking the Dead – Im Auftrag der Toten (Waking the Dead; Fernsehserie, 2 Folgen)
- 2016: Agatha Raisin (Fernsehserie, 1 Folge)
- 2016: Silent Witness (Fernsehserie, 1 Folge)
- 2017: Absentia (Fernsehserie, 9 Folgen)
- seit 2018: Shakespeare & Hathaway – Private Investigators (Fernsehserie)
- 2019: Inspector Barnaby (Midsomer Murders) Fernsehserie, Staffel 20, Folge 1: Mord nach altem Rezept (The Ghost Of Causton Abbey)